# Pyskowice
Pyskowice este un oraș în Polonia.